# Interstellar Mapping and Acceleration Probe
Pour les articles homonymes, voir IMAP.
Interstellar Mapping and Acceleration Probe (Observatoire des relations Soleil-Terre), plus connu sous son acronyme IMAP, est une mission spatiale de l'agence spatiale américaine, la NASA, dont l'objectif est l'étude du vent solaire et du milieu interstellaire local. IMAP est la cinquième mission du  programme d'étude des relations Soleil-Terre (Solar Terrestrial Probes). Le lancement du satellite doit intervenir vers février 2025. Sa durée nominale est de 2 ans mais elle pourra être prolongée. IMAP emporte 10 instruments représentant l'état de l'art dans le domaine de la mesure des particules. Le projet est piloté par le centre de vol spatial Goddard tandis que le satellite est construit par le Laboratoire de Sciences Appliquées de l'université Johns-Hopkins avec des contributions importantes de laboratoires étrangers pour l'instrumentation.

## Historique du projet
La mission IMAP a son origine dans le rapport décennal d'héliophysique produit en 2012 par l'Académie nationale des sciences des États-Unis. Celui-ci propose deux propositions de mission d'étude de l'environnement du Soleil en une seule à coût modéré rattachée au programme de la NASA Solar Terrestrial Probes consacré à l'étude des interactions entre le Soleil et la Terre. En conséquence, la NASA lance en 2017 un appel à propositions et sélectionne le projet proposé par l'université de Princeton en juin 2018. 
Le projet est piloté par le Centre de vol spatial Goddard tandis que le satellite est construit par le Laboratoire de Sciences Appliquées de l'université Johns-Hopkins avec des contributions importantes de laboratoires étrangers (Allemagne, Pologne, Suisse et Japon) pour l'instrumentation. 

## Objectifs scientifiques
Les objections de la mission IMAP sont de déterminer les processus physiques qui contrôlent les évolutions de l'environnement spatial de notre système solaire. Les instruments d'IMAP réalisent ces objectifs en mesurant les caractéristiques du vent solaire ainsi qu'en mesurant l'écho de l'héliosphère lorsque les particules atteignent et interagissent avec les régions situées aux limites de l'héliosphère. Les objectifs détaillés sont :
- définir la composition et les caractéristiques du milieu interstellaire local,
- déterminer comment les champs magnétiques du Soleil interagissent avec le milieu interstellaire local,
- déterminer comment le vent solaire et le milieu interstellaire interagissent aux limites de l'héliosphère.
- déterminer comment les particules atteignent de hautes énergies en traversant le système solaire.

## Caractéristiques techniques
IMAP est un satellite similaire à IBEX. Il est spinné (4 tours par minute) et son axe de rotation est dirigé vers le Soleil.

## Instruments scientifiques
IMAP emporte 10 instruments scientifiques : 
- IMAP-Lo est un détecteur d'atomes neutres qui détermine la direction et la nature des particules interstellaires dont l'énergie est comprise entre 5 et 1 000 eV. Les éléments détectés sont l'hélium, l'hydrogène, l'oxygène, le néon et le deutérium. L'instrument dérive de IBEX-Lo installé à bord de l'observatoire spatial IBEX[4] ;
- IMAP-Hi est un détecteur d'atomes neutres qui détermine le spectre, la direction et l’énergie des particules issues de l'héliosphère externe dont l'énergie est comprise entre 0,41 et 15,6 keV. Il comprend deux détecteurs pointés respectivement à 90° et 45° de l'axe de rotation de IMAP et dans la direction opposée au Soleil. IMAP-Hi peut détecter les atomes d'hélium, d'hydrogène, d'oxygène, de néon, de carbone et d'azote. L'instrument dérive de IBEX-Hi installé à bord de l'observatoire spatial IBEX[5] ;
- IMAP-Ultra est un détecteur d'atomes neutres, d'ions et d'électrons qui détermine le spectre, la direction et l’énergie des particules issues de l'héliogaine et au-delà. Il détecte en particulier les atomes neutres d'hydrogène dont l'énergie est comprise entre 3 et 300 keV mais est également sensible aux atomes d'hélium. L'instrument est identique à l'instrument JENI embarqué à bord de la sonde spatiale européenne mis à part qu'il comporte deux détecteurs au lieu d'un seul[6] ;
- MAG est un magnétomètre composé de deux détecteurs identiques tri-axiaux fluxgate dérivés des instruments embarqués à bord de MMS. Les magnétomètres sont montés à l'extrémité d'une perche de 1,8 mètre de long pour réduire l'impact des équipements de l'engin spatial sur les mesures. Des mesures sont effectuées avec une fréquence de 2 Herz. La plage de mesures est de ±500 nT et la résolution est de 10 pT[7] ;
- SWE (Solar Wind Electrons) est un instrument mesurant la distribution dans les trois dimensions des électrons thermiques et suprathermiques dont l'énergie est comprise entre 1 eV et 5 keV[8] ;
- SWAPI (Solar Wind and Pickup Ions) est un instrument mesurant la distribution énergétique des ions d'hydrogène et d'hélium du vent solaire et issus du milieu interstellaire. Les particules mesurées ont une énergie comprise entre 0,1 et 20 keV[9] ;
- CoDICE (Compact Dual Ion Composition Experiment) est un instrument mesurant la nature des ions, leur distribution de vitesse et leur charge électrique. Les particules mesurées ont une énergie comprise entre 0,5 et 80 keV par charge électrique (détecteur CoDICE-Lo) et entre 0,03 et 5 MeV par noyau dans CoDICE-hi. Ces mesures doivent permettre de déterminer la composition et les flux dans le milieu interstellaire local ainsi déterminer l'origine des particules suprathermiques[10] ;
- HIT (High-energy Ion Telescope) est un instrument mesurant la nature des ions, leur spectre énergétique et leur distribution angulaire et leur temps d'arrivée. Les éléments mesurés vont de l'hydrogène au nickel dont l'énergie est de 2 à 40 MeV. HIT est basé sur l'instrument LET embarqué à bord de STEREO[11] ;
- IDEX (Interstellar Dust Explorer) est un instrument mesurant la composition, la vitesse et la distribution de masse des particules de poussière interstellaire. La sensibilité de l'instrument doit lui permettre de mesurer au moins 100 particules par an. La résolution de masse est de 1/200[12] ;
- GLOWS (Global Solar Wind Structure)  est un instrument mesurant le rayonnement émis dans l'héliosphère par l'hydrogène (rayonnement Lyman-αline  121,6 nm) et par l'hélium (58,4 nm)[13].

## Déroulement de la mission
IMAP doit être lancé en 2024 et placé sur une orbite autour du point de Lagrange L1 du système Terre-Soleil situé à 1,5 million de kilomètres de la Terre en direction du Soleil. Dans cette position, les mesures du vent solaire sont nettement moins perturbées par la Terre. La mission primaire doit durer 2 ans mais le satellite emporte des consommables pour au minimum 5 ans.

### Document de référence
- (en) D.J. McComas, E.R. Christian, N.A. Schwadron et al., « Interstellar Mapping and Acceleration Probe (IMAP):A New NASA Mission », Space Sci Rev, vol. 214, no 116,‎ 22 octobre 2018, p. 1-54 (DOI 10.1007/s11214-018-0550-1, lire en ligne)
- (en) Peter Bond, Solar Surveyors : Observing the Sun from Space, Springer, 2022, 535 p. (ISBN 978-3-030-98787-9)